# Шишманов, Димитр
Димитр Иванов Шишманов (болг. Димитър Шишманов, 19 ноября 1889, София — 1 февраля 1945, там же)  — болгарский политический и дипломатический деятель, литературовед, прозаик, драматург.

## Биография
Потомок древнего чорбаджийского (привилегированный слой, связанный с турецкими властями) рода из Видина.
Сын литературоведа и этнографа, политического деятеля Ивана Шишманова и журналистки Лилии Шишмановой. Внук (по матери) Михаила Драгоманова, выдающегося украинского учёного, публициста, историка, общественного деятеля, основателя украинского социализма,
После окончания в 1907 гимназии в Софии, до 1913 изучал право в Женевском университете.
Затем работал чиновником в судебной системе Болгарии. С 1919 до 1932 — руководитель Комиссии по регистрациям, в 1932—1935 — заведующий судебно-административным отделом Министерства внутренних дел.
С 1935 — на дипломатической работе: полномочный посол Болгарии в Греции (1935—1940), в 1940—1943 — заместитель министра иностранных дел.
Являлся сторонником союза Болгарии с Третьим рейхом и нацистом по убеждениям. 14 октября 1943 года был назначен министром иностранных дел Болгарии, в 1943—1944 в правительстве Добри Божилова.
После восстания 9 сентября 1944 года, в результате которого к власти пришло правительство Отечественного фронта и Болгария перешла на сторону Антигитлеровской коалиции, Димитр Шишманов был арестован и осуждëн Народным судом к смертной казни. 1 февраля 1945 — казнëн.
26 августа 1996 года посмертно реабилитирован.

## Творчество
Автор ряда драматических и прозаических произведений, в том числе романа «Хайлайф» и дневников «Писма до самия мен».
Опубликовал несколько статей по украинской литературе, при его поддержке в Софии с 1919 выходил журнал «Украинско-болгарское обозрение» .
Один из лучших переводчиков с французского, немецкого и украинского языков.
Осуществил перевод на болгарский язык с украинского произведений М. Коцюбинского, И. Франко, А. Олеся и др.